# Salsa Colbert
La salsa Colbert es una salsa  clásica de la cocina francesa. Su nombre se debe a que su inventor era el cocinero del ministro Jean-Baptiste Colbert (1619–1683). La salsa Colbert acompaña cualquier plato de verduras, pescado o carne a la parrilla.  Suele denominarse 'Colbert' a una preparación de pescado al que se le quitan las espinas, se reboza y se fríe para ser servido con mantequilla (mantequilla Colbert). 

## Características
Se trata de una salsa amantequillada, es decir que su base es una mantequilla (suele emplearse mantequilla Maître d'Hôtel) aromatizada con estragón.